# Estación de Las Águilas
Las Águilas es un apeadero ferroviario de la línea C-5 de Cercanías Madrid ubicada en el madrileño distrito de Latina, bajo la Avenida de Las Águilas. La estación abrió al público en 1976, cuando inauguró la línea ferroviaria Aluche-Móstoles. A partir de este punto, en dirección Móstoles-El Soto, la línea discurre en superficie hasta la estación antes nombrada, donde la finaliza el recorrido. Se encuentra a 400 metros de la estación Aviación Española de Metro de Madrid, aunque no existe un pasillo o túnel que las conecte.
Su tarifa corresponde a la zona A según el Consorcio Regional de Transportes.

## Situación ferroviaria
La estación forma parte del trazado de la línea férrea de ancho ibérico Móstoles-Parla, punto kilométrico 9,1.

## Historia
El 29 de octubre de 1976 se abrió al público de la línea ferroviaria entre Aluche y Móstoles, denominada C-6, la cual tenía también cinco estaciones intermedias: Fanjul, Las Águilas, Cuatro Vientos, San José de Valderas y Alcorcón. Fue estación de esta línea hasta la fusión y absorción por parte de la C-5.

## Líneas y conexiones

### Cercanías
| procedencia/destino                                                                        | < estación                                | línea | estación >     | destino/procedencia |
| ------------------------------------------------------------------------------------------ | ----------------------------------------- | ----- | -------------- | ------------------- |
| Humanes FuenlabradaH                                                                       | Maestra Justa Freire-Polideportivo Aluche |       | Cuatro Vientos | Móstoles-El Soto    |
| H La mitad de los trenes llegan hasta Fuenlabrada e inician su recorrido en dicha estación |                                           |       |                |                     |

### Autobuses
| Diurnos   |               |                           |
| Línea     | Destino       | Parada                    |
| 17        | Plaza Mayor   | 372 LAS ÁGUILAS-CERCANÍAS |
| 34        | Cibeles       | 372 LAS ÁGUILAS-CERCANÍAS |
| 17        | Parque Europa | 3833 LAS ÁGUILAS          |
| Nocturnos |               |                           |
| Línea     | Destino       | Parada                    |
| N18       | Cibeles       | 372 LAS ÁGUILAS-CERCANÍAS |